# John Beattie (rugby à XV, 1985)
Pour les articles homonymes, voir John Beattie et Beattie.

a Compétitions nationales et continentales officielles uniquement.

b Matchs officiels uniquement.
Dernière mise à jour le 4 août 2019.
John Beattie, né le 21 novembre 1985 à Glasgow (Écosse), est un joueur international écossais de rugby à XV jouant au poste de troisième ligne centre.

## Biographie
John Beattie connaît sa première cape internationale le 11 novembre 2006 à l’occasion d’un match contre l'équipe de Roumanie. C'est le fils de l'international et troisième ligne centre John Beattie et le frère de Jennifer Beattie, joueuse de football à Arsenal et internationale écossaise. Il n'est pas retenu dans la liste des 30 joueurs annoncée par Andy Robinson le 22 août 2011.
Recruté par Montpellier en été 2012, il y réalise deux saisons moyennes sous les ordres de Fabien Galthié.
Non conservé, il s'engage en été 2014 au Castres olympique pour succéder à l'international français Antonie Claassen auteur de deux très belles saisons dans le Tarn.
Il annonce son départ à la retraite le 7 janvier 2020 après trois ultimes saisons passées à l'Aviron bayonnais.

## Statistiques en équipe nationale
- 38 sélections
- 15 points (3 essais)
- Sélections par années : 2 en 2006, 1 en 2007, 1 en 2008, 3 en 2009, 7 en 2010, 2 en 2011, 9 en 2013, 8 en 2014, 4 en 2015
- Tournoi des Six Nations disputé : 2007, 2009, 2010, 2011, 2013, 2014, 2015
- Participation à la coupe du monde : aucune
- Participation à la coupe du monde des moins de 21 ans : 1 match en 2006

## Palmarès
- Aviron bayonnais
  - Vainqueur du Championnat de France de 2e division en 2019